# Caracol 2
Caracol 2 är en ort i Mexiko.   Den ligger i kommunen Mazatlán Villa de Flores och delstaten Oaxaca, i den sydöstra delen av landet, 270 km sydost om huvudstaden Mexico City. Caracol 2 ligger 1 807 meter över havet och antalet invånare är 130.
Terrängen runt Caracol 2 är huvudsakligen bergig, men åt nordost är den kuperad. Runt Caracol 2 är det ganska tätbefolkat, med 75 invånare per kvadratkilometer. Närmaste större samhälle är Huautla de Jiménez, 12,9 km nordost om Caracol 2. I omgivningarna runt Caracol 2 växer i huvudsak städsegrön lövskog.